# Louis Hennepin
Padre Louis Hennepin OFM battezzato Antoine, (Ath, 12 maggio 1626 – Roma, 5 dicembre 1704) è stato un religioso belga, missionario dell'ordine dei Francescani Recolletti ed esploratore dell'interno del Nord America.

## Biografia
Antoine Hennepin era nato ad Ath nei Paesi Bassi spagnoli (l'attuale Hainaut, Belgio). Nel 1659, mentre viveva a Béthune, la città fu catturata dall'esercito di Luigi XIV di Francia. Henri Joulet, che accompagnò Hennepin e scrisse il diario dei loro viaggi, lo chiamò Hennepin a Fleming (nativo delle Fiandre), sebbene Ath fosse ed è ancora una zona di lingua romanza che si trova nell'attuale Vallonia. 

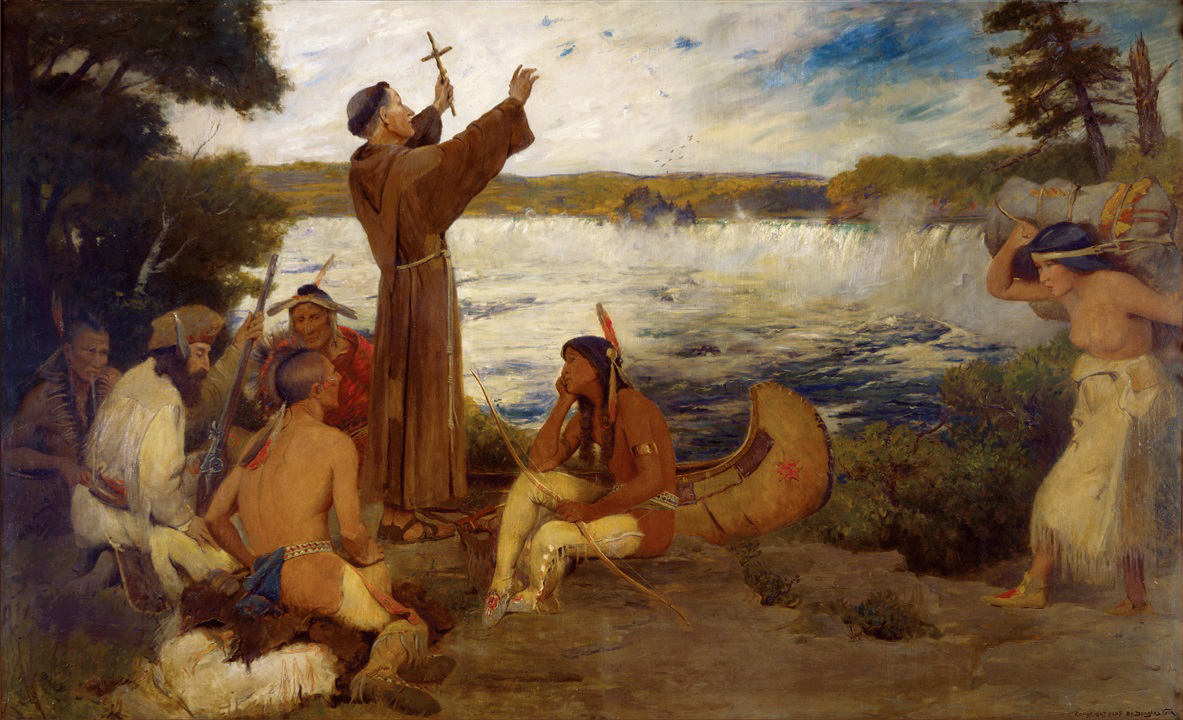
Dipinto di Douglas Volk, di Padre Louis Hennepin che vede le cascate di Sant'Antonio.

Hennepin entrò a far parte dell'ordine francescano e predicò ad Halle (Belgio) e ad Artois. Fu quindi inviato in un ospedale a Maastricht e fu anche, per breve tempo, cappellano dell'esercito.
Su richiesta di Luigi XIV, i Recolleti inviarono quattro missionari in Nuova Francia nel maggio 1675, tra cui Hennepin, accompagnati da René Robert Cavelier, Sieur de la Salle. Nel 1676 Hennepin andò nella missione indiana a Fort Frontenac e da lì nella Nazione Mohawk.
Nel 1678 ricevette l'ordine, dal suo superiore provinciale, di accompagnare La Salle in una spedizione per esplorare la parte occidentale della Nuova Francia. Hennepin partì nel 1679 con La Salle da Quebec City per costruire la barca da 45 tonnellate, Le Griffon, navigare attraverso i Grandi Laghi ed esplorare l'ignoto Occidente.
Hennepin era con La Salle alla costruzione di Fort Crevecoeur (vicino all'odierna Peoria, Illinois) nel gennaio 1680. A febbraio, La Salle inviò Hennepin e altri due in avanscoperta alla ricerca del fiume Mississippi. Il gruppo seguì il fiume Illinois fino al suo incrocio con il Mississippi. Poco dopo, Hennepin fu catturato da un gruppo di Sioux e portato via per un certo periodo in quello che oggi è lo stato del Minnesota.
Nel settembre 1680, grazie a Daniel Greysolon, Sieur Du Lhut, Hennepin e gli altri ricevettero delle canoe e fu loro permesso di partire, tornando infine in Quebec. Hennepin tornò in Francia e dal suo ordine non gli fu mai permesso di tornare in Nord America. Gli storici locali attribuiscono al frate francescano Récollet il primo europeo a sbarcare nel sito dell'attuale Annibal, Missouri.
Hennepin portò all'attenzione del mondo due grandi cascate: le cascate del Niagara, con il flusso più voluminoso di tutto il Nord America, e le cascate di Sant'Antonio in quella che oggi è Minneapolis, l'unica cascata naturale sul fiume Mississippi. Nel 1683 pubblicò un libro sulle Cascate del Niagara intitolato Nouvelle découverte d'un très grand pays situé dans l'Amérique entre le Nouveau-Mexique et la mer glaciale. Il pittore regionalista Thomas Hart Benton ha creato un murale, "Padre Hennepin alle cascate del Niagara" per la New York Power Authority a Lewiston, New York.

## Libri

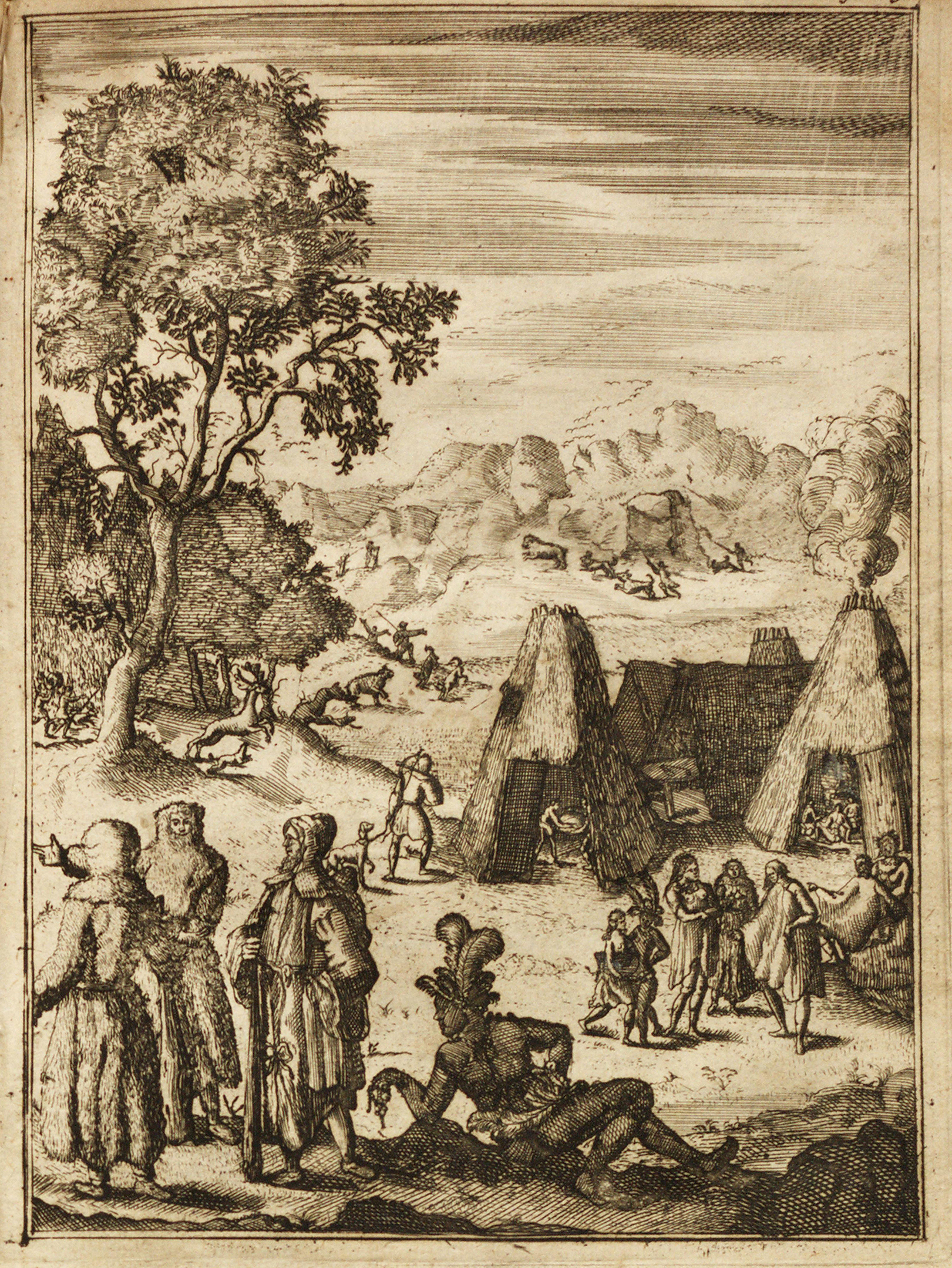
Illustrazione dell'edizione olandese del 1688 di Description de la Louisiane

- Description de la Louisiane (Paris, 1683)
- Nouvelle découverte d'un très grand pays situé dans l'Amérique entre le Nouveau-Mexique et la mer glaciale(Utrecht, 1697)
- Nouveau voyage d'un pays plus grand que l'Europe (Utrecht, 1698)
- A New Discovery of a Vast Country in America (2 volumi); ristampa della seconda edizione di Londra del 1698 con facsimili delle pagine originali di copertina, mappe e illustrazioni, una introduzione originale, note e indice di Reuben Gold Thwaites. A.C. McClurg & Co. (Chicago, 1903)

La verità di gran parte dei resoconti di Hennepin è stata messa in discussione, o categoricamente negata, in particolare dallo storico americano Francis Parkman, che però è stato accusato di pregiudizi.

## Eredità
I luoghi che prendono il nome da Hennepin si trovano negli Stati Uniti e in Canada:
Illinois:
- La città di Hennepin
- Hennepin Room presso lo Starved Rock Lodge and Conference Center di North Utica
- Il canale Hennepin

Michigan:
- Point Hennepin, la punta settentrionale di Grosse Ile, un'isola sul fiume Detroit a sud di Detroit
- Hennepin Street a Garden City
- Hennepin Road a Marquette
- Hennepin, importante come prima nave portarinfuse autoscaricante.[9] Il relitto si trova a ovest di South Haven.

Minnesota:

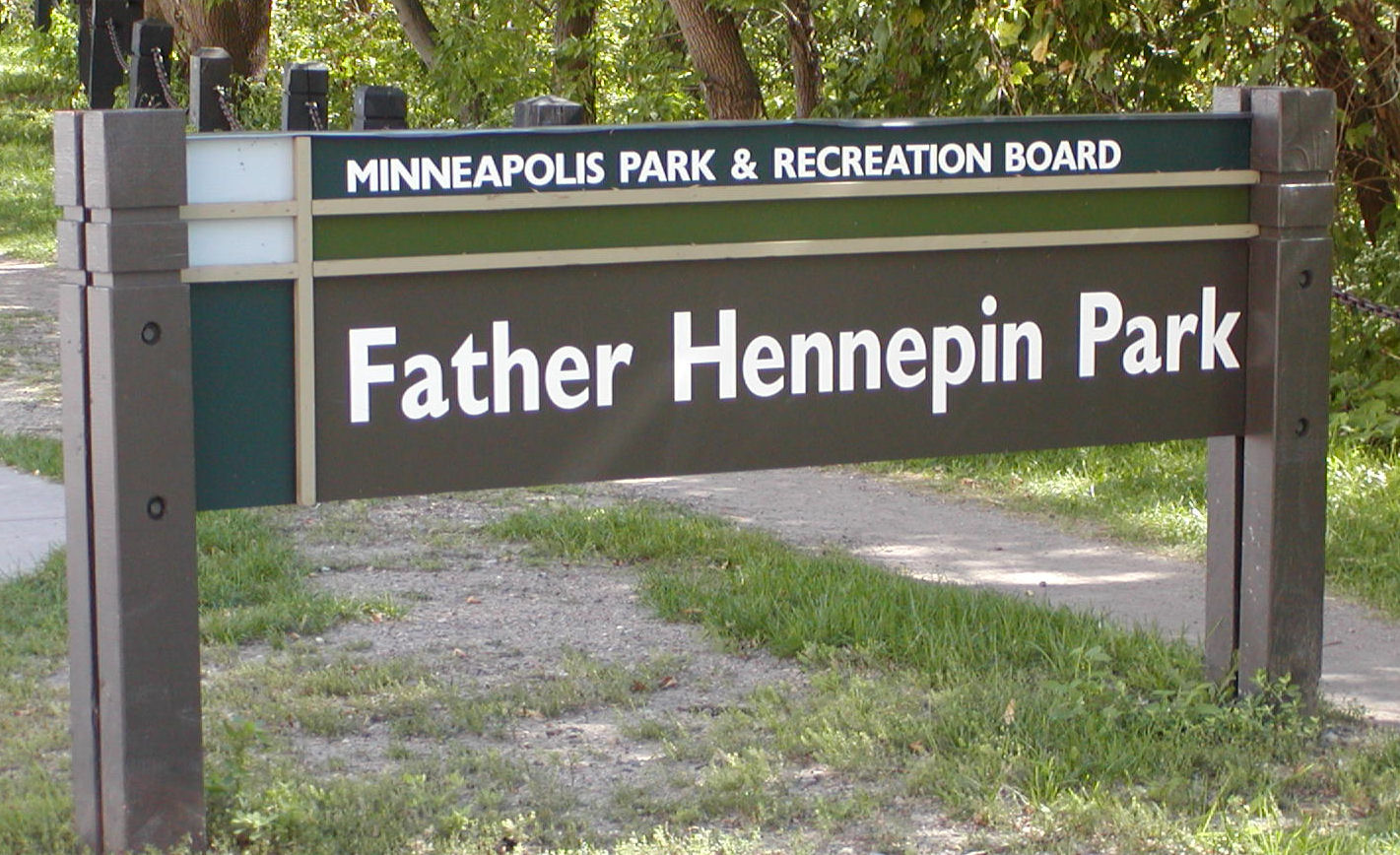

- Contea di Hennepin, la cui sede è Minneapolis
- Hennepin Avenue, a Minneapolis
- Il ponte Padre Louis Hennepin, attraverso il fiume Mississippi a Minneapolis
- Padre Hennepin State Park, a Isle
- Un piroscafo con scafo in legno Great Lakes costruito nel 1888 che affondò nel 1927[10]
- La città di Champlin, secondo gli storici il sito in cui attraversò per la prima volta il Mississippi nel 1680, organizza un festival annuale di Father Hennepin il 2º fine settimana di giugno che include una rievocazione di padre Louis Hennepin che attraversa il fiume Mississippi.
- L'isola di Hennepin si trova nel fiume Mississippi alle cascate di Sant'Antonio. Sebbene non sia più un'isola, si estende nel fiume e ospita il Saint Anthony Falls Laboratory presso l'Università del Minnesota, una centrale idroelettrica di cinque unità, di proprietà di Xcel Energy, e la sottostazione di Main Street , al servizio del centro di Minneapolis.
- Il Father Hennepin Park si trova sulla riva orientale del fiume Mississippi, adiacente all'isola di Hennepin. È amministrato dal Minneapolis Park and Recreation Board e dispone di aree picnic, una bandshell e targhe Heritage Trail.
- Camera Hennepin al Minneapolis Hilton Hotel
- Il Memoriale di Padre Hennepin si trova sul terreno della Basilica di Santa Maria a Minneapolis.[11]

Missouri:
- Hennepin Drive, St Louis

New York:
- Hennepin Road a Grand Island

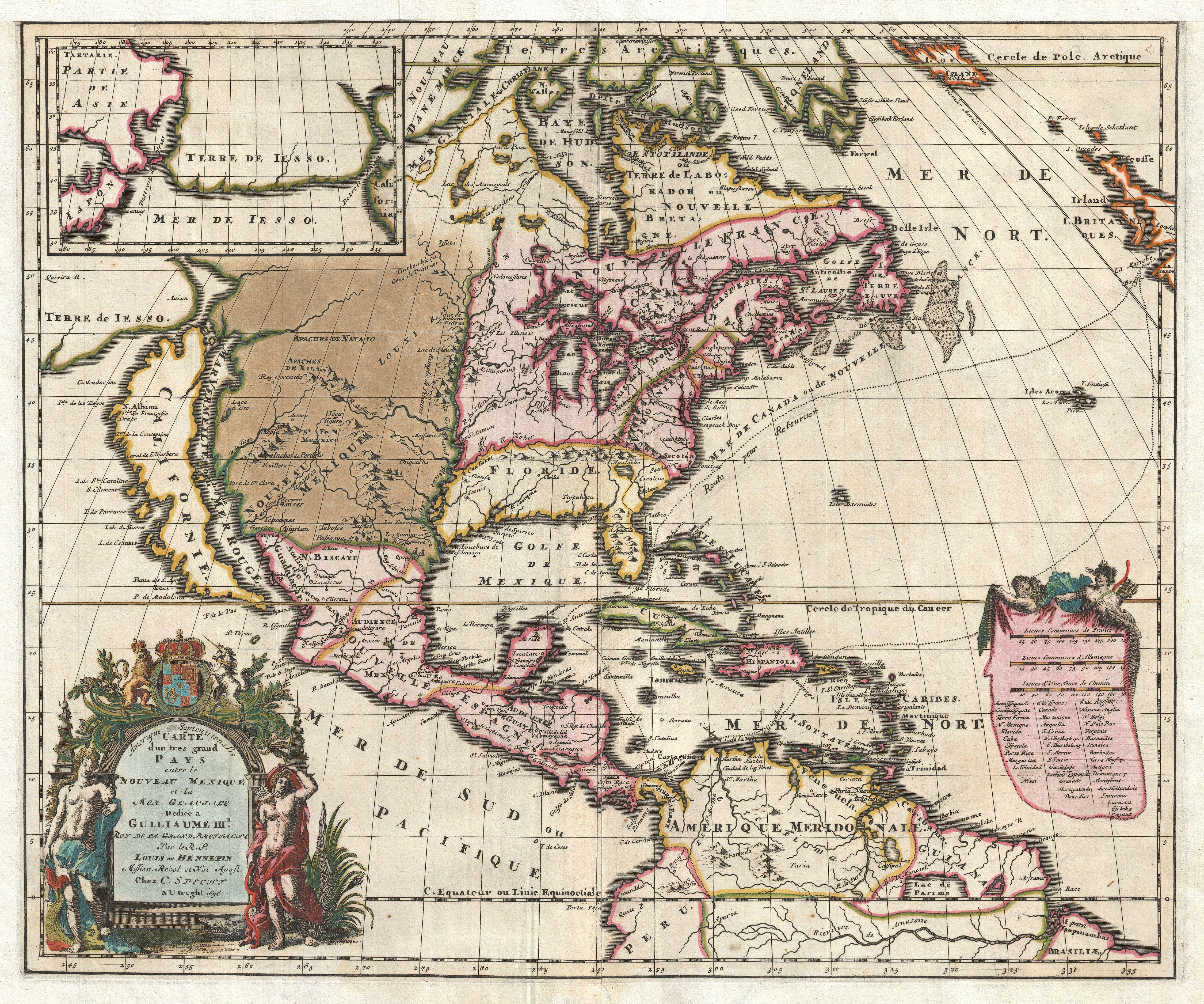
1698 – Mappa colorata del Nord America di Antoine Hennepin.

- Hennepin Avenue sull'isola Cayuga nelle Cascate del Niagara
- Sala Hennepin presso il Niagara Falls Conference Center a Niagara Falls
- Hennepin Park, un parco situato all'angolo tra 82nd Street e Bollier Avenue a Niagara Falls
- Hennepin Hall, una residenza al Siena College, Loudonville, New York
- Hennepin Park, un parco situato nel quartiere East Lovejoy di Buffalo
- Hennepin Parkway, conosciuta anche come Hennepin Street, una strada sul lato nord di Hennepin Park nel quartiere East Lovejoy di Buffalo
- Hennepin Farmhouse Saison Ale (birra) dal birrificio Ommegang a Cooperstown

Cascate del Niagara, Ontario:
- Scuola separata padre Hennepin
- Targa storica dell'Ontario a Murray Avenue e Niagara River Parkway
- Camera Hennepin al Niagara Falls Marriott on the Falls Hotel
- Mezzaluna di Hennepin

## Riferimenti nella cultura popolare
L'ultima traccia dell'album del 2006 13 di Brian Setzer si intitola "The Hennepin Avenue Bridge". I suoi testi raccontano una storia fittizia di padre Hennepin e il suo salto dal ponte di Hennepin Avenue sul fiume Mississippi.